# Helga Liné

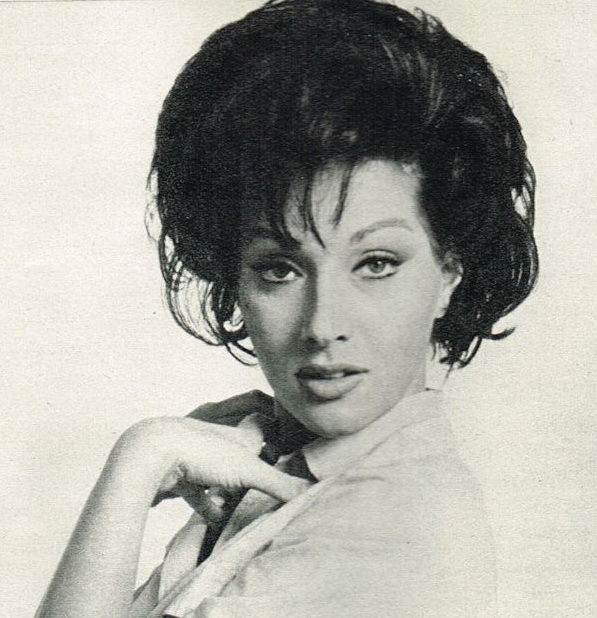
Helga Liné (1965)

Helga Liné (eigentlich Helga Lina Stern; * 14. Juli 1932 in Berlin) ist eine aus Deutschland gebürtige spanische Schauspielerin.

## Leben
Liné floh in Kinderjahren mit ihrer Familie vor dem Naziregime nach Portugal, wo sie bereits 1941 in Porto de Abrigo ihr Filmdebüt gab. Sie arbeitete als Tänzerin und Zirkusartistin, später als Mannequin. Hin und wieder spielte sie auch Filmrollen (etwa für Jorge Brum do Canto in Ladrão, Precisa-se! 1946, Manuel Guimarães in Saltimbancos 1951, und in Nazaré an der Seite von Virgílio Teixeira 1952, oder in Perdigão Queirogas Madragoa, neben Fado-Sängerin Ercília Costa), mit auffällig wasserstoffblonden Haaren.
Ihr Durchbruch gelang nach ihrem Umzug nach Madrid 1960. Von nun an spielte sie, häufig dunkelhaarig, in zahlreichen Genrefilmen, vom Peplum über den Agentenfilm bis zum Western und Sexfilmen, wurde aber hauptsächlich durch ihr Mitwirken in Horrorfilmen bekannt.
Bis 2006 umfasst ihre Filmografie über 130 Rollen. In späteren Jahren arbeitete sie auch mit künstlerisch bedeutenderen Regisseuren wie Pedro Almodóvar, der sie sehr achtet, zusammen.

## Filmografie (Auswahl)
- 1941: Porto de Abrigo
- 1946: Ladrão, Precisa-se!
- 1951: Saltimbancos
- 1952: Nazaré
- 1952: Duas Causas
- 1952: Madragoa
- 1961: Unter der Flagge der Freibeuter (Los bucaneros del Caraibe)
- 1963: Die Revolte der Sieben (Gli invincibili sette)
- 1964: Blutgericht (La rivolte dei sette)
- 1964: Herkules gegen die Tyrannen von Babylon (Ercole contro i tiranni di Babilonia)
- 1964: Die siegreichen Zehn (Il trionfo dei dieci gladiatori)
- 1964: Spartacus und die zehn Gladiatoren (Gli invincibili dieci gladiatori)
- 1965: Amanti d’oltretomba
- 1965: Jack Clifton: Mission Bloody Mary (Agente 077 missione Bloody Mary)
- 1965: Operation Poker - Die Ballermann-Story (Operazione poker)
- 1965: Pistoleros (All'ombra di una colt)
- 1966: Heißer Tatort Tripolis (Passwird Uccidete agente Gordon)
- 1966: Im Netz der goldenen Spinne (Missione speciale Lady Chaplin)
- 1966: Der Mörder mit dem Seidenschal
- 1966: Der schwarze Skorpion (Cifrato speciale)
- 1967: Sie nannten ihn King (Caccia ai violenti)
- 1970: Churchills Leoparden (I leopardi di Churchill)
- 1970: Der feurige Pfeil der Rache (L'arciere di fuoco)
- 1970: Sartana – noch warm und schon Sand drauf (Buon funerale amigos… paga Sartana)
- 1971: Sando Kid spricht das letzte Halleluja (Un dolár para Sartana)
- 1972: Blutmesse für den Teufel (El espanto surge de la tumba)
- 1972: Horror-Expreß (Pánico en el transiberiano)
- 1973: The Loreley’s Grasp – Die Bestie im Mädchen-Pensionat (Las garras de Lorelei)
- 1973: Vier Teufelskerle (Campa carogna… la taglia cresce)
- 1973: Wenn Engel ihre Fäuste schwingen (Fuori uno sotto un altro… arriva il Passatore)
- 1973: Le guerriere dal seno nudo
- 1974: Dick Turpin
- 1978: Amore, piombo e furore
- 1978: Orgie des Todes (Enigma rosso)
- 1980: Der französische Salon der Lady O. (Las alumnas de Lady Olga)
- 1982: Black Sands – Am Anfang war die Liebe (Playa azul)
- 1982: Labyrinth der Leidenschaften (Laberinto de pasiones)
- 1983: Black Venus (La Vénus noire)
- 1989: Blaues Blut: Wo der Teufel wacht (1 Folge der Fernsehserie)